# Диазины
 Диазины  — шестичленные гетероциклические соединения с двумя гетероатомами, оба из которых являются атомами азота. Разновидность азинов.
Взаимное расположение гетероатомов в молекуле влияет на физические и химические свойства диазинов. К диазинам относятся: Пиридазин (1,2-диазин), пиримидин (1,3-диазин) и пиразин (1,4-диазин).
| Вещество  | Температура плавления °C | Температура кипения °C | pKb   | Структура |
| --------- | ------------------------ | ---------------------- | ----- | --------- |
| Пиридазин | −8                       | 208                    | 11,87 |           |
| Пиримидин | 22,5                     | 124                    | 12,87 |           |
| Пиразин   | 57                       | 118                    | 13,57 |           |